# Roc'n Rope
Roc'n Rope (ロックンロープ?) es un videojuego arcade de 1983 desarrollado y publicado por Konami (publicado por Kosuka/Interlogic en algunos mercados). El jugador, un arqueólogo equipado con linterna y arma de arpón, tiene que ascender por una serie de plataformas rocosas en un escenario del Mundo Perdido para llegar a un ave Fénix.
Coleco lanzó versiones de Roc'n Rope para Atari 2600 y ColecoVision.

## Jugabilidad
El jugador debe evitar feroces dinosaurios del tamaño de un hombre y hombres cavernícolas beligerantes pelirrojos contra los cuales no hay medios directos de ofensiva. Las únicas formas de derrotar a los oponentes son ya sea temporales (deslumbrándolos con la linterna) o indirectos (esperando que se suspendan en una cuerda de arpón para hacerlos caer), un elemento que agrega cierta cantidad de trucos al juego. Los objetos de bonificación a recolectar incluyen plumas de ave fénix caídas y huevos de ave fénix, que otorgan al jugador invulnerabilidad de los habitantes prehistóricos por un corto período de tiempo.

## Legado
Roc'n Rope fue el primer juego de "acción por cable". Más tarde se convertiría en la base del juego Bionic Commando de 1987 , que Tokuro Fujiwara pretendía ser una versión ampliada de Roc'n Rope.